# Halichoeres stigmaticus
 Halichoeres stigmaticus és una espècie de peix de la família dels làbrids i de l'ordre dels perciformes.

## Morfologia
Els mascles poden assolir els 12,8 cm de longitud total.

## Distribució geogràfica
Es troba al Golf Pèrsic i al Golf d'Oman.